# Іванівська сільська рада (Бахмутський район)
Іванівська сільська рада (до 2016 року — Красненська) — колишній орган місцевого самоврядування у Бахмутському районі Донецької області з адміністративним центром у с. Іванівське.

## Населені пункти
Сільській раді підпорядковані населені пункти:
- с. Іванівське
- с. Андріївка
- с-ще Хромове
- с. Берхівка
- с. Кліщіївка

## Склад ради
Рада складається з 24 депутатів та голови.

## Керівний склад сільської ради
| ПІБ                          | Основні відомості                                                         | Дата обрання | Дата звільнення |
| ---------------------------- | ------------------------------------------------------------------------- | ------------ | --------------- |
| Столбовий Сергій Олексійович | Сільський голова, 1958 року народження, освіта, член Партії регіонів      | 26.03.2006   | 31.10.2010      |
| Столбовий Сергій Олексійович | Сільський голова, 1958 року народження, освіта вища, член Партії регіонів | 31.10.2010   |                 |

Примітка: таблиця складена за даними джерела